# Bitva u Dunbaru (1650)
Bitva u Dunbaru bylo střetnutí mezi anglickou parlamentaristickou armádou nového typu (New Model Army), jíž velel Oliver Cromwell, a skotskou armádou pod vedením Davida Leslieho, 1. lorda Newarka, které se událo 3. září 1650 nedaleko skotského města Dunbaru. Anglická armáda v této bitvě zaznamenala rozhodující vítězství. Jednalo se o první velkou bitvu anglo-skotské války z let 1650 až 1652, kterou vyvolalo skotské přijetí Karla II. za britského krále poté, co byl jeho otec Karel I. 30. ledna 1649 sťat.

## Předehra
Po popravě Karla I. prohlásil anglický Kusý parlament (Rump Parliament) Anglii za republiku. Poté co její dřívější spojenec Skotsko uznalo Karla II. Stuarta 1. května 1650 za krále celé Británie a začalo dávat dohromady vojsko na jeho podporu, vyslal proti němu anglický parlament svoji armádu, jíž velel Oliver Cromwell. Parlamentaristická armáda čítající přes 16 000 mužů překročila 22. července u města Berwick-upon-Tweed anglicko-skotskou hranici. Skotský generál David Leslie zvolil pro Skoty nejvýhodnější strategii, a sice vyhnout se přímé konfrontaci s nepřítelem. Skotské vojsko o síle asi 12 000 mužů se stáhlo do Edinburghu, přičemž uplatnilo taktiku spálené země, čímž byli Angličané přinuceni zásobovat svoji armádu po moři z Anglie, hlavně přes přístav Dunbar. Cromwell se pokoušel vtáhnout Skoty do otevřené bitvy, ale generál David Leslie se nenechal nachytat. Angličané nedokázali prolomit skotskou obrannou linii. Koncem srpna se Cromwell s armádou značně oslabenou nemocemi a nedostatkem potravin stáhl do přístavního města Dunbaru. Skotové Angličany následovali a zaujali výhodné postavení na kopci Doon Hill vzdáleném asi 3 km od Dunbaru, odkud měli město jako na dlani. Toto takticky výhodné postavení však bylo obtížně zásobovatelné a zcela otevřené nepříznivému počasí. Z tohoto hlediska proto bylo neudržitelné. Leslieho zkušení velitelé se shodovali, že je třeba postoupit proti Angličanům, kteří jsou v nevýhodě. Proto skotské vojsko 2. září postoupilo směrem k Dunbaru, načež Angličané zaujali postavení mimo město. Anglická armáda byla sice značně oslabena nemocemi a nedostatkem jídla, na druhé straně však bylo mnoho z těch nejzkušenějších skotských mužů propuštěno během náboženských čistek.
Ať už ve skutečné naději, že se vyhne bratrovražednému boji, nebo spíš kvůli obtížím, s nimiž se jeho armáda potýkala, pokusil se Cromwell 3. srpna znovu přesvědčit Skoty, aby přijali anglické hledisko, že to je král a skotské duchovenstvo, kdo jsou jeho nepřátelé, nikoli skotský lid. Napsal proto generálnímu shromáždění skotské církve list, v němž mimo jiné stálo: „Zapřísahám vás, při Kristu, zvažte, zda neděláte chybu!“ Jeho prosba však zůstala bez odezvy.

## Bitva

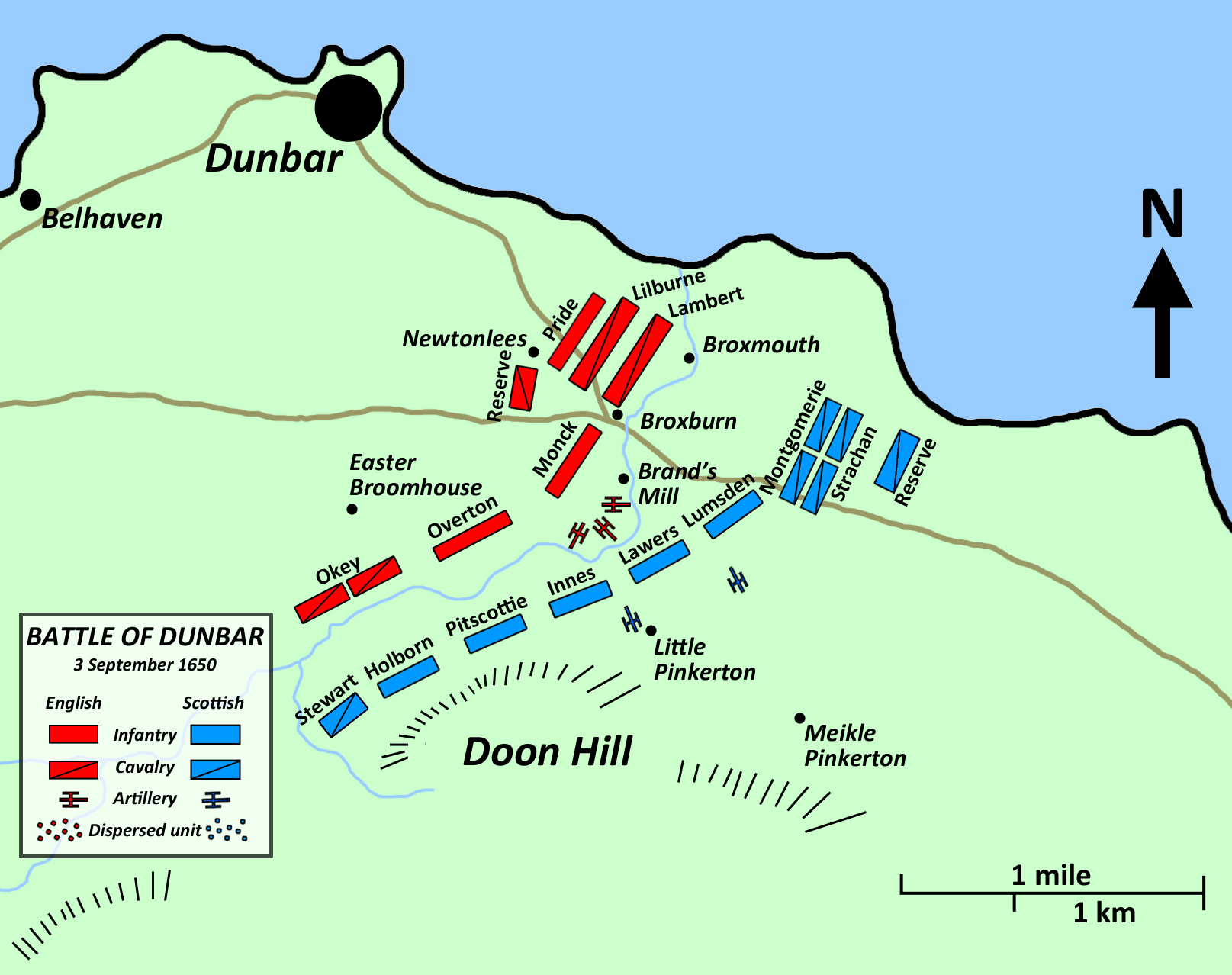
Postavení vojsk krátce před začátkem bitvy kolem 4.30 ráno

### Útok za úsvitu

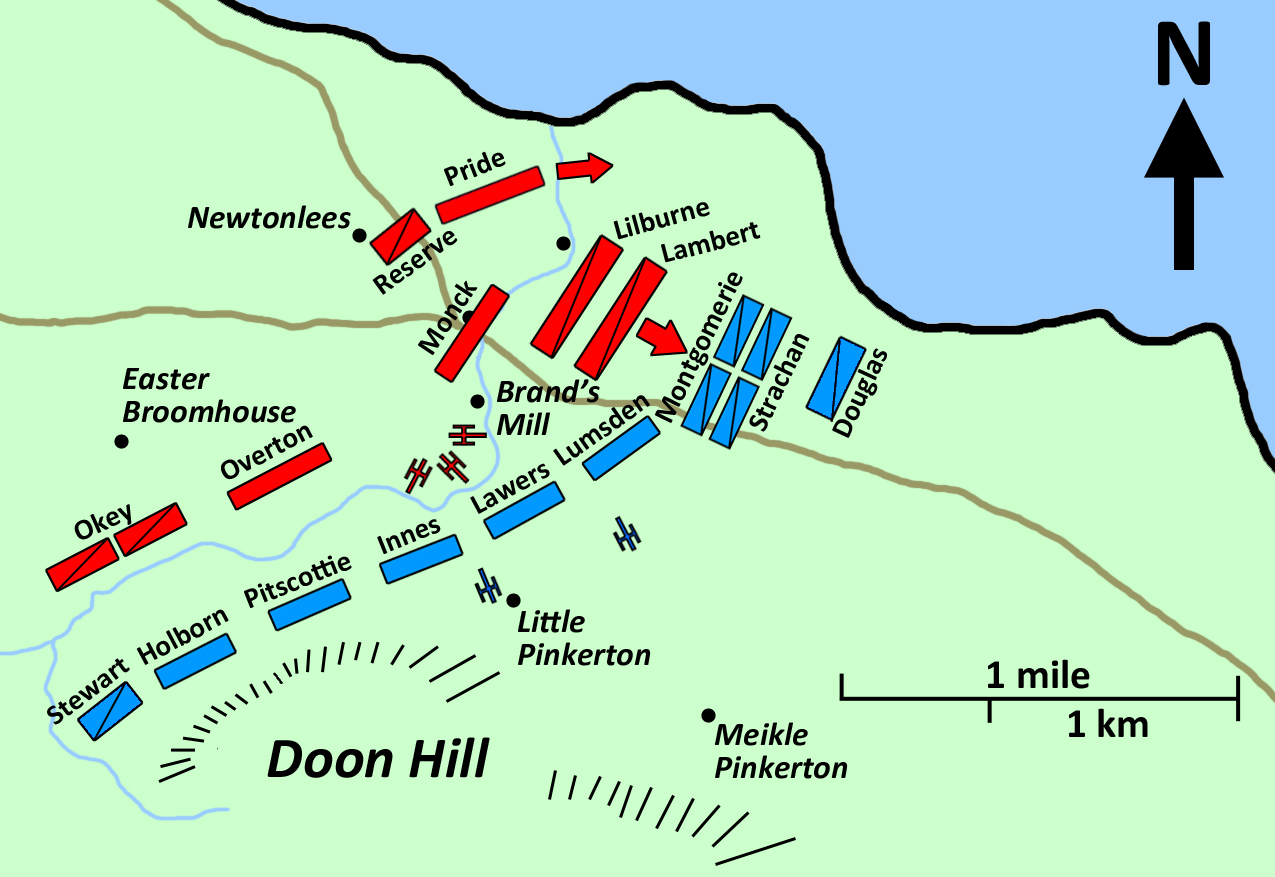
Přemísťování anglických jednotek

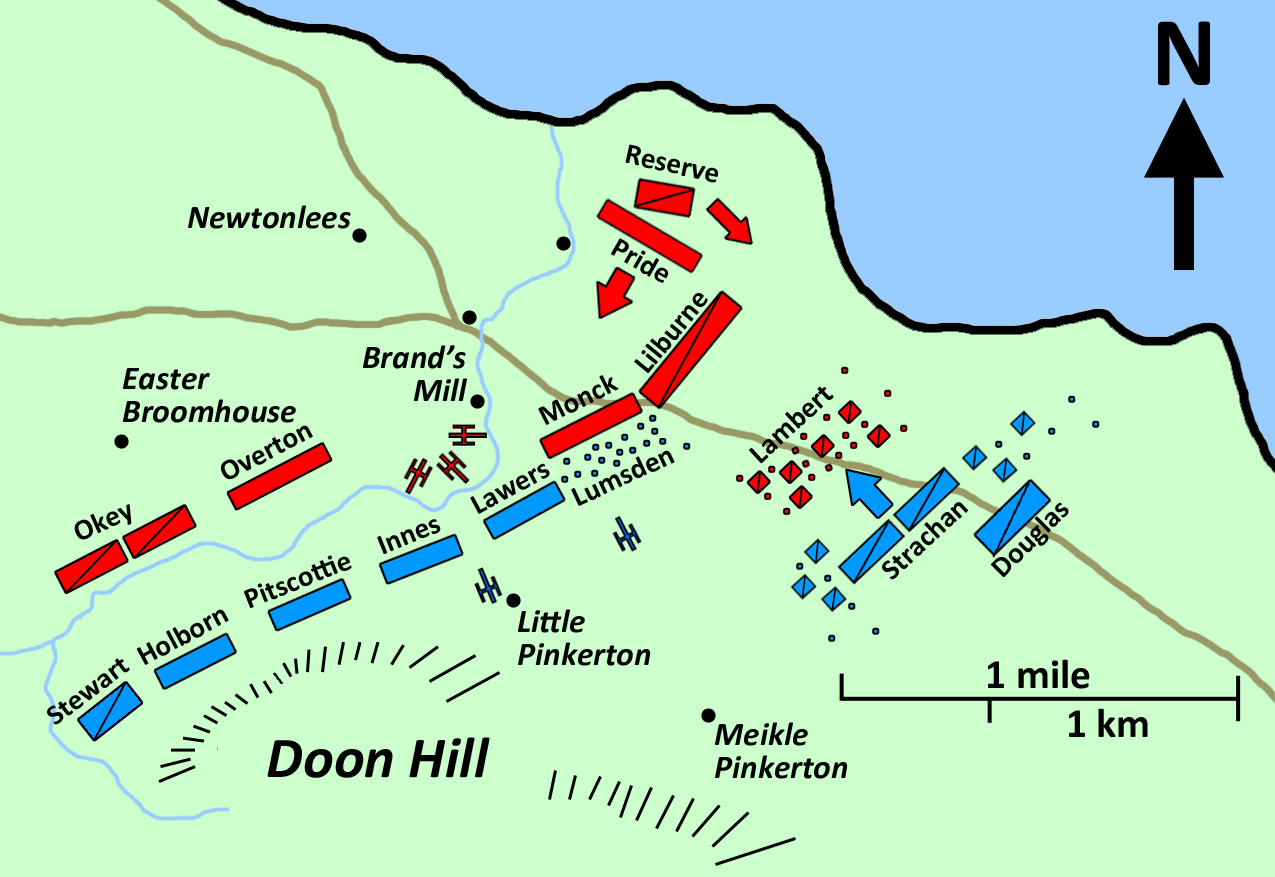
Bitva se rozvíjí.

Oliver Cromwell, který se svým zástupcem generálem Johnem Lambertem pozoroval skotské počínání 2. září, vyvedl pod rouškou tmy tajně velkou část svých jednotek na pozici naproti skotskému pravému křídlu. Krátce před východem slunce 3. září pak anglické jednotky zahájily překvapivý frontální útok na nepřipravené Skoty. Kolem 4. ráno anglická jízda postoupila, aby vyčistila tři vojensky vhodné přechody – Brox Burn, Brand's Mill a Broxmouth – od skotských hlídek. Hlídky byly zahnány zpět a strhla se zmatená přestřelka. Za rozbřesku krátce po 5. překročila Lambertova jezdecká brigáda silniční brod přes říčku Brox a zformovala se na druhé straně. Všechny tři anglické pluky postupovaly ve své obvyklé těsné formaci. Navzdory noční aktivitě nebyla předsunutá formace skotské jízdy připravena k akci a její velitel Robert Montgomerie pravděpodobně nebyl přítomen. Zaskočení Skotové byli Angličany rozprášeni.
Přibližně ve stejné době převedl 1. vévoda z Albemarle George Monck svoji pěší brigádu přes říčku Brox u Brand's Mill a zaútočil na brigádu skotské pěchoty generála Jamese Lumsdena. Navzdory tomu, že hlídky vyhnané Angličany nedlouho předtím od brodu u Brand's Mill patřily k Lumsdenovým mužům, nebyli vojáci připraveni a nastal zmatek. Podle historika Petera Reese byli mnozí z nich noví rekruti, kteří se k brigádě připojili teprve nedávno. Historik Stuart Reid podotýká, že nezkušení mušketýři mohli vypotřebovat veškerou munici během dřívější přestřelky. Monckovi mušketýři vypálili dvě salvy, na oplátku se jim však dostalo jen malé odezvy. Mušketýři proto vyrazili spolu se svými pikenýry vpřed. Anglická polní děla přitom ostřelovala skotskou linii. Existují protichůdné a někdy zmatené zprávy o tom, co následovalo pak. Podle Stuarta Reida byla skotská pěší brigáda po neúspěšném boji rozprášena. Monckovi vojáci Skoty zpočátku pronásledovali, poté však museli čelit protiútoku skotské pěší brigády Jamese Campbella z Lawersu, která byla další v řadě. Monckovi vojáci byli zatlačeni zpět a „zcela vyřazeni z boje“. Podle Petera Reese si Lumsdenovy pluky udržely soudržnost a posíleny jednotkami Campbellovy brigády zahnaly díky své početní převaze Monckovu brigádu zpět. Historik Richard Brooks souhlasí se Stuartem Reidem, že Monckovi muži byli „přemoženi“.
Mezitím se útok Lambertovy jezdecké brigády zastavil mezi stany skotských jezdců a její bojová sestava byla neuspořádaná po pronásledování rozpadlé první linie skotské jízdy. Jak se Lambertovi jezdci přeskupovali, napadla je druhá linie skotské jízdy, jíž velel plukovník Archibald Strachan, a zatlačila je zpět. Historik Peter Reese poukazuje na skutečnost, že téměř svítalo, přitom bylo zataženo a mlha, občas se vyskytly silné přeháňky a k tomu se nad bojištěm vznášela velká oblaka kouře z děl a mušket. Souhrnné působení těchto jevů muselo značně snížit celkovou viditelnost a možnost orientace. Brod přes říčku Brox v té době již překročila také brigáda dalších tří jezdeckých pluků pod velením plukovníka Roberta Lilburna a přesunula se k posílení Lambertovy brigády. Boje se teď zřejmě rozpadly na sérii půtek po pobřežní nížině, přičemž pozornost se pomalu přesouvala na východ.
Brigáda tří anglických pěších pluků, jíž velel plukovník Thomas Pride, překročila říčku Brox severně od Broxmouthu, stočila se doprava a pochodovala nedbaje jízdních šarvátek na jih, kde posílila Monckovu brigádu, kterou zatlačily zpět spojené síly skotských pěších brigád Jamese Campbella a generála Lumsdena. V panujícím zmatku se Prideovy pluky dostaly do akce po částech a Lambertův, který byl nejvíc vlevo, se střetl pouze s opozdilci v okolí Little Pinkertonu. Generál David Leslie měl ještě tři neangažované pěší brigády, ale ty byly vtěsnány mezi strmý svah kopce Doon Hill a říčku Brox a nebyly s to se zapojit. Cromwell měl k dispozici pouze svoji záložní jízdu, posílený pluk vrchního velitele. Do jaké míry si byl některý z velitelů vědom situace na bojišti, není jasné. Bitva byla na vážkách.

### Obchvat

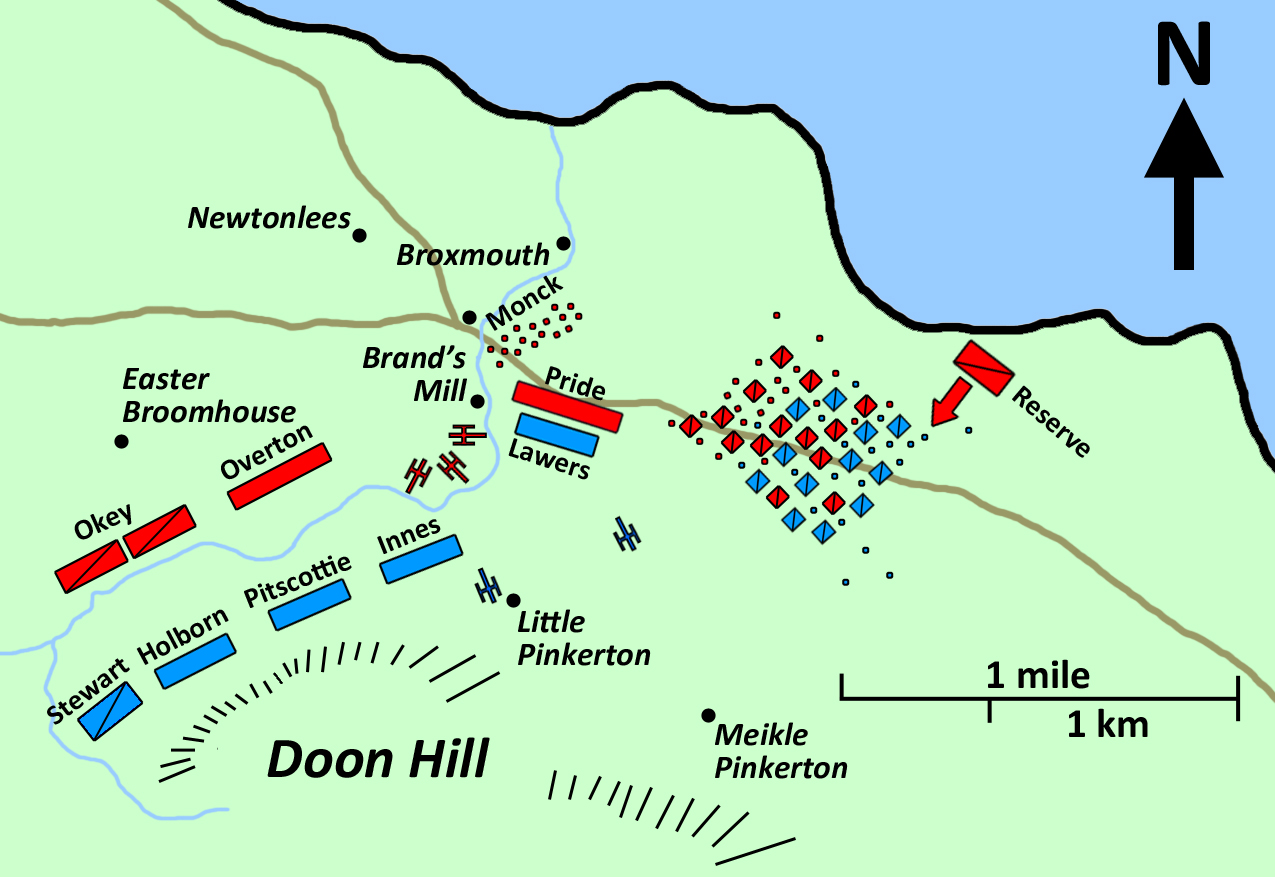
Skotská jízda je napadena z boku.

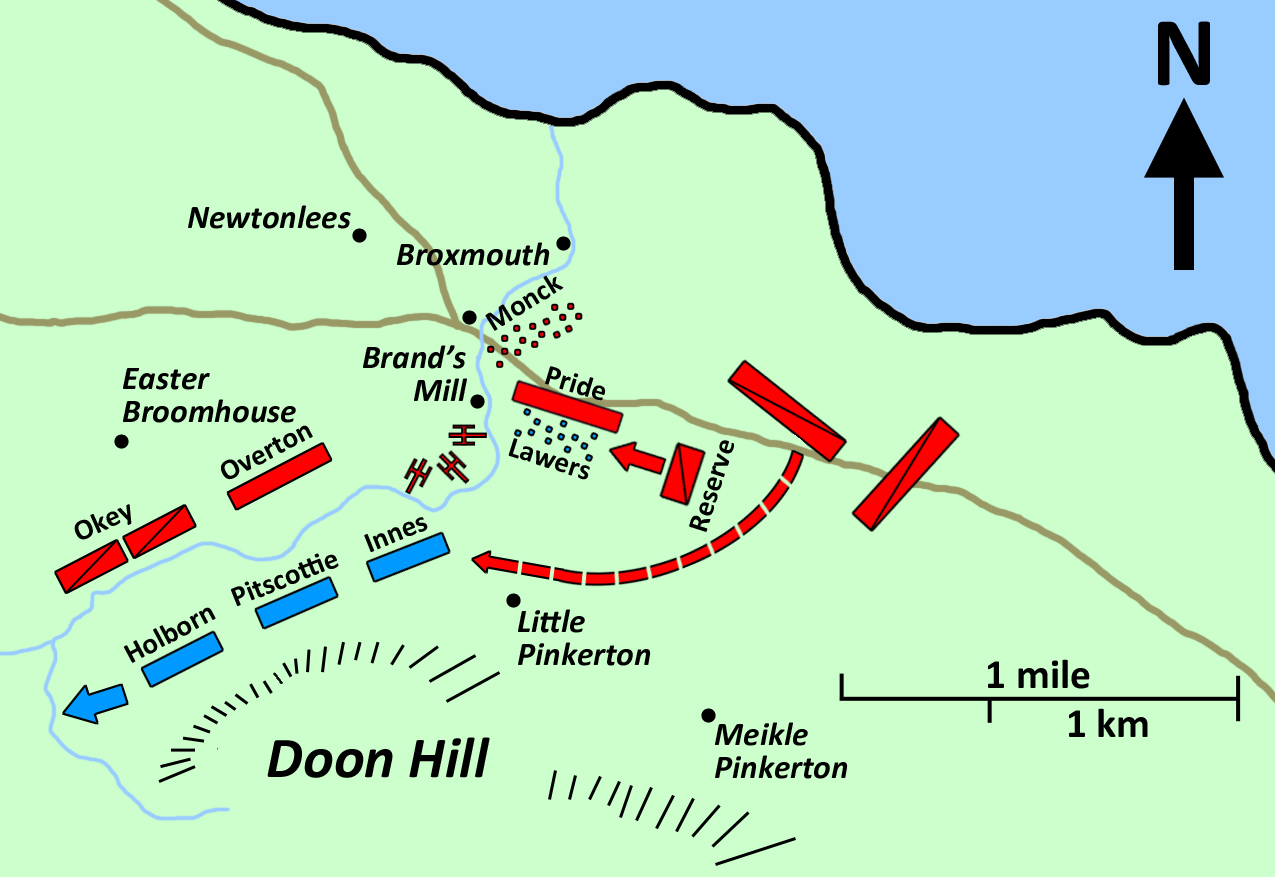
Angličané přemáhají své skotské protivníky.

Stejně jako je tomu u jiných momentů bitvy, liší se jednotlivé zdroje i v názoru na to, co se dělo dál. Historikové Stuart Reid a Trevor Royle nezávisle na sobě píší, že jízdní pluk vrchního velitele, jemuž velel major William Packer, překročil severně od Broxmouthu říčku Brox, buď po boku, nebo těsně za brigádou plukovníka Thomase Pridea. Poté se stočil na jihovýchod, dostal se mezi pobřeží a probíhající jezdeckou bitvu, v níž se octl na pravém křídle skotské jízdy. Zaútočil na Skoty a zahnal celou jejich jízdu na útěk. Historik Malcolm Wanklyn sice potvrzuje výsledek útoku na skotské křídlo, tvrdí však, že jej provedla Prideova pěší brigáda. Oliver Cromwell a generál Lambert zabránili pronásledování a posuzovali situaci, zatímco se anglická jízda přeskupovala. Cromwell vyslal svoji jízdu na severozápad, kde probíhal boj pěchoty. Vojáci na koních zaútočili na pravé křídlo Lawersovy pěší brigády, jejíž formace se zhroutila. Anglická jízda mezitím postupně přemohla své skotské protivníky, jejichž jednotky se rozpadly a rozptýlily. Anglická jízda se shromáždila a vyrazila směrem k Little Pinkertonu.
Podle anglických líčení se skotský odpor v tomto okamžiku zhroutil. Skotské brigády, které se nezapojily do bojů, odhodily zbraně a uprchly. Historik Stuart Reid připomíná skutečnost, že řada skotských pluků, jež se zúčastnily bitvy u Dunbaru, bojovala nedlouho poté opět jako soudržné vojsko, jejich stažení tedy mohlo být méně panikářské, než jak vyplývá z líčení Angličanů. Naznačuje, že David Leslie, 1. lord Newark, možná stáhl levou a střední část své armády z bojiště, ještě než se zhroutil odpor Lawersovy pěší brigády. Pěší brigády Jamese Holbornea a Johna Innese překročily říčku Brox poblíž dnešního Doonského mostu (v té době ještě neexistoval) a stáhly se ukázněně na východ chráněny malou jezdeckou brigádou Williama Stewarta. Pěší brigáda Colina Pitscottieho kryla jejich ústup, přičemž dva její pluky vyvázly jen s menšími ztrátami. Ten třetí, Wedderburnův, byl téměř zničen. Jeho vojáci zaplatili za čas, který poskytli ostatním k úniku do bezpečí, vlastními životy. Oddíly skotské jízdy, jež držely výhodné postavení v Cockburnspathské soutěsce, se stáhly a připojily se k oddílům poražené jízdy z pravého křídla. Společně udělaly širokou smyčku na jih a pak na západ od kopce Doon Hill a znovu se připojily k Leslieho hlavnímu voji, který se stahoval směrem k předsunuté skotské základně v Haddingtonu asi 13 km na západ od dunbarského bojiště.

## Dozvuky

### Ztráty
Pokud jde o velikost skotských ztrát, prameny se rozcházejí. Cromwellovy údaje o síle skotské armády uváděné v jeho tehdejší korespondenci vycházejí z předpokladu, že veškeré skotské jednotky jsou na plných stavech, a tvrdí, že bylo „zabito téměř 4000“ a zajato 10 000 Skotů. Ve svých dopisech uvádí, že den po bitvě propustil asi čtyři až pět tisíc zajatců. Někteří moderní historici tyto údaje akceptují, ačkoli jiní je odmítají, přičemž Stuart Reid je popisuje jako absurdní. Skotský kronikář sir James Balfour zaznamenal „8 nebo 900 zabitých“. Anglický roajalista a voják Edward Walker (1611–1677) uvádí, že bylo zajato 6000 mužů a že 1000 z nich bylo poté propuštěno. Historik Stuart Reid dochází podle jeho líčení k závěru, že bylo zabito méně než 300 Skotů. Historik Richard Brooks usuzuje podle známého počtu tisíce zraněných mužů na 300–500 mrtvých Skotů. Všichni badatelé se shodují na tom, že asi 5000 skotských zajatců bylo donuceno pochodovat na jih, zatímco kolem 4000 až 5000 Skotů se podařilo ustoupit směrem k Edinburghu. Víc než polovinu z tohoto počtu tvořily sbory pěchoty, zbytek jízdní oddíly, osiřelé skupinky a jednotlivci. Anglické ztráty byly nízké, Cromwell je porůznu uváděl jako „ani ne dvacet mužů“ nebo 30–40 zabitých.
Zajatci byli nuceni pochodovat do Anglie, kde jich byly 3000 uvězněny v Durhamské katedrále. Během pochodu na jih a poté ve vězení mnoho zajatců zemřelo. V září 2015 archeologové oznámili, že kostry nalezené v hromadných hrobech nedaleko Durhamské katedrály jsou ostatky skotských vojáků zajatých po bitvě u Dunbaru. Archeologické důkazy svědčí o tom, že těla byla do společného hrobu shozena beze známek jakéhokoli obřadu. Někteří z přeživších zajatců byli deportováni do zámoří, kde se stali smluvními služebníky v anglických zámořských državách.

### Skotská reakce
Když se do Edinburghu donesly zprávy o porážce, mnoho lidí opustilo v panice město. David Leslie se snažil shromáždit, co zbylo z jeho armády, a vybudovat u Stirlingu novou obrannou linii. Zde se k němu připojila i převážná část vlády, duchovenstva a výkvět edinburského obchodnictva. Oliver Cromwell vyslal generála Lamberta, aby obsadil Edinburgh, zatímco sám pochodoval se svými jednotkami směrem na edinburský přístav Leith, který nabízel mnohem vhodnější zázemí pro vylodění zásob a posil než Dunbar. Vzhledem k nepřítomnosti Leslieho armády byla obě místa obsazena bez větších obtíží. Cromwell se snažil přesvědčit občany, že jeho válka není namířena proti nim. Přislíbil jim, že Angličané budou respektovat jejich majetek, a umožnil jim svobodný pohyb a pořádání trhů. Slíbil také, že mohou dodržovat své obvyklé bohoslužby. Nicméně jelikož většina duchovenstva odešla do Stirlingu, musely být bohoslužby omezeny. Cromwell rovněž podnikl kroky k zajištění potravin pro město, jež mělo v té době nedostatek zásob. Edinburský hrad Angličanům odolával až do prosince. Jelikož však nepředstavoval žádnou hrozbu, protože byl odříznut od posil a zásob, Cromwell na něj nezaútočil a s jeho velitelem, plukovníkem Walterem Dundasem, jednal zdvořile. Historik Austin Woolrych popsal chování okupačních vojsk jako „příkladné“ a poukázal na to, že po krátkém čase se mnozí uprchlíci vrátili do města, načež se jeho hospodářský život vrátil do stavu, který se blížil normálu.
Porážka u Dunbaru značně poškodila Leslieho pověst a oslabila jeho autoritu. Lord Newark se pokusil rezignovat na funkci velitele armády, ale skotská vláda to nedovolila, zejména proto, že za něj neměla žádnou přijatelnou náhradu. Někteří jeho důstojníci však od něj odmítli přijímat rozkazy, opustili Leslieho vojsko a připojili se k nové armádě, kterou dávalo dohromady skotské Západní společenství.
Rozpory, které již ve skotské vládě existovaly, se vzhledem k nové situaci ještě prohloubily. Praktičtější část politiků věřila, že za Leslieho porážku mohou předchozí čistky a snažila se přivést odštěpenecké Engangery zpět. Radikálnější dogmatici se naopak domnívali, že je Bůh opustil, protože čistky nezašly dostatečně daleko. Tato radikálnější skupina vydala takzvaný Západní protest (Western Remonstrance), který kritizoval vládu za její neschopnost řádně vyčistit armádu a ještě víc prohloubil rozpory mezi Skoty. Převzali rovněž velení armády Západního společenství a pokoušeli se přimět Cromwella, aby opustil Skotsko a přenechal jim vládu nad ním. Oliver Cromwell jejich návrhy odmítl a 1. prosince 1650 rozdrtil jejich armádu v bitvě u Hietonu (blízko centra dnešního Hamiltonu).
V průběhu prosince začali Karel II. a skotská vláda spojovat dohromady zbytky Leslieho armády s odštěpeneckými Engagery, kteří byli během čistek vypuzeni, a náčelníky horalů ze Skotské vysočiny, kteří byli odstaveni, protože odmítli podepsat takzvanou Národní smlouvu. Tyto soupeřící části nebyly navzájem téměř vůbec sladěné, takže nebyly s to podniknout žádné účinné akce. Dokonce ani když Cromwell počátkem roku 1651 onemocněl a nebyl schopen vyrazit do boje, se Skotové na nic nezmohli. Až teprve koncem jara se jim podařilo dát armádu dohromady.

### Anglické vítězství
Poté co se Angličanům, jež vedl generál Lambert, podařilo vylodit se v oblasti Fife a 20. července 1651 dobýt přístav Inverkeithing v zálivu Firth of Forth, došlo k průlomu. Toto vítězství umožnilo anglické armádě ohrozit Stirling i Perth, zatímco Leslieho vojáci, jejichž armádě hrozila naprostá porážka, začali ve velkém dezertovat. Nyní již uzdravený Oliver Cromwell si byl jistý, že dokáže porazit, co zbylo ze skotského vojska. Ponechal proto cestu ze Stirlingu na jih do Anglie záměrně bez vojenské ochrany. Karel II. a David Leslie, kteří neměli moc na výběr, pokud se nechtěli vzdát, vyrazili 31. července na jih v zoufalé naději, že se jim v Anglii podaří získat podporu roajalistů. V té době čítalo jejich vojsko jen něco kolem 12 000 mužů nedostatečně vyzbrojených střelnými zbraněmi. Při svém pochodu Anglií se pokoušeli získat co největší roajalistickou podporu, ale příliš úspěšní nebyli.
Tím, že David Leslie opustil se svým vojskem Skotsko, vystavil zemi na pospas Angličanům. Skotská vláda, jež v té době sídlila v Perthu, se Cromwellovi vzdala jen dva dny poté, co Karel II. a David Leslie opustili Stirling. Cromwell s Lambertem se pak vydali na jih, aby sledovali skotské vojsko, a nechali vévodu z Albemarle George Moncka, aby potlačil i poslední zbytky odporu. Do konce srpna ovládl Monck Stirling, Alyth a St Andrews. Poslední významná skotská pevnost Dundee padla 1. září 1651.
Cromwell se svojí armádou dostihl skotské vojsko u anglického města Worcesteru a 3. září 1651 ho zde v bitvě zcela rozprášil. David Leslie byl spolu s většinou roajalistických velitelů zajat. Byl uvězněn v londýnském Toweru, kde strávil celých devět let až do restaurace Stuartovců v roce 1660. Karlu II. se podařilo z bojiště uprchnout. Vláda skotských kovenantů byla zrušena a angličtí velitelé nastolili vojenskou vládu.